# Одесские новости
«Одеські новини», рос. «Одесские новости» — літературна, комерційна, політична газета. Видавалася в Одесі 1884—1917 щоденно. 
Видавці — Н.Тульчинський, О.Черепенников, О.Старков, О.Євман, Е.Васьківський та ін. Завідувачем редакції був Микола Цакні.
Постійні рубрики: «Изо дня в день» (міська хроніка), «По Югу» (повідомлення кореспондентів з міст південного краю), «Мимоходом» (нариси міського життя), «Одесская жизнь», «По России», «Внутренние новости», «Театр и музыка», «За границей». Значне місце займали статті економічного напряму та комерційна хроніка. Газета друкувала малюнки, карикатури, портрети. 
«Одесские новости» видавали окремі додатки: «Вечернее приложение» (1900—01), «Иллюстрированное приложение» (1901—12), «Телеграммы» (повідомлення з фронту; 1914—16). Навесні—восени 1917 підтримувала Тимчасовий уряд. У жовтні 1917 припинила своє існування.